# Марьевка (Столовский сельсовет)
Ма́рьевка — упразднённая деревня в Тамбовском районе Тамбовской области Российской Федерации. Входила в состав Столовского сельсовета. В 2023 году включена в состав укрупненного села Большая Талинка.

## География
Расположена в 38 км к востоку от Тамбова, на берегу пруда, образованного в месте впадения реки Савенья в Дальнюю Кершу. Ближайшими населёнными пунктами являются сёла Большая Талинка (на юго-западе) и Керша (на северо-востоке).
Через деревню проходит местная автодорога Новая Ляда — Кёрша.

## История
Деревня упоминается в документах ревизской сказки 1834 года под названием «Деревня Марьина». Принадлежала она коллежской советнице Анне Львовне, дочери Солодченкова, у которой числилось: мужского пола — 126 душ, женского пола — 131 человек, домов 26.
По епархиальным сведениям в 1911 году в Марьевке насчитывалось 123 крестьянских двора с населением мужского пола — 425, женского — 400 человек.

## Население
| 2010 |
| ---- |
| 22   |

В 1834 году в деревне проживало — 256 человек.
В 1911 году в деревне проживало — 825 человек.
В 1926 году в деревне проживало —944 человека.
В 2002 году в деревне проживало — 26 человек.
В 2010 году в деревне проживало — 22 человека.
В 2012 году в деревне проживало — 30 человек.